# Georg Julius Andresen
Georg Julius Andresen (* 3. Oktober 1815 in Haselau; † 1882 in Reinbek) war ein deutscher Autor, Mediziner, Hydrotherapeut und Gründer des Sophienbads in Reinbek.

## Leben

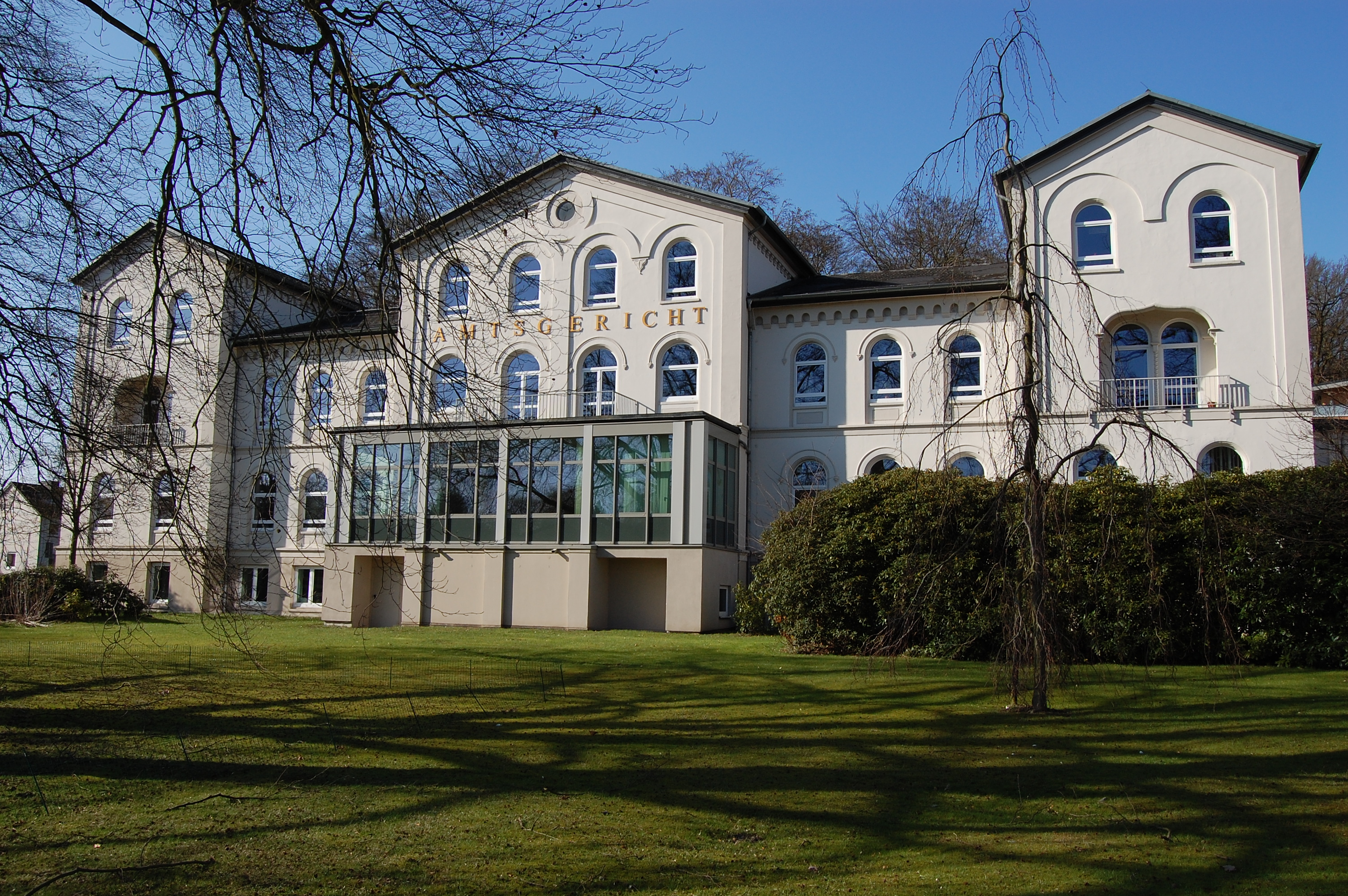
Das ehemalige Sophienbad, heute das Amtsgericht Reinbek

Er war der Sohn des Pastors Jürgen Andresen und der Margarethe Elisabeth, geb. Harboe, und studierte an der Christian-Albrechts-Universität zu Kiel, der Universität Kopenhagen und der Martin-Luther-Universität Halle-Wittenberg, wo er besonders die Vorlesungen von Peter Krukenberg besuchte. Andresen promovierte 1839 in Kiel als dr. med. & chir. und war von 1839 bis 1842 Arzt in Barmstedt. Danach zog er nach Uetersen und eröffnete dort eine Arztpraxis, die er von 1842 bis 1858 betrieb und an seinen Nachfolger, den Apotheker und Mediziner August Conrad Ludwig Block übergab. Im selben Jahr zog Andresen nach Reinbek, wo er drei Parzellen des Geheges Wildkoppel sowie die Nutzungsrechte für die dort liegenden alten Klosterquellen erwarb. Dort errichtete er die „Molken- und Wasercur-Anstalt“ Sophienbad, die er nach seiner Frau Metta Sophia geb. Bornholdt (1821–1869) benannte. Dabei nahm  Andresen die Ideen von Sebastian Kneipp (1821–1897) auf, dass man mit kaltem Wasser seine Gesundheit erhalten und gegen Gicht, Rheuma und Nervenleiden vorgehen kann. Des Weiteren warb er mit der heilenden Wirkung von Dampfbädern, Kuh- und Ziegenmolke, Gymnastik und mit Massagen. So wurde Mitte des 19. Jahrhunderts Reinbek auf Grund der Kaltwasserheilanstalt Sophienbad zeitweilig Kurort.
Heute befindet sich im Sophienbad das Amtsgericht Reinbek.

## Werke
- De exanthematibus auctumnali tempore anni 1839 Kiliae observatis eorumque causis. Dissertation. Kiel 1839.
- Der Arzt und seine Heilmethoden unter besonderer Berücksichtigung der Naturheilkraft und Wasserkur für Aerzte und Laien. Huwald, Flensburg 1857.
- Das Sophienbad, diätetische Pflege- und Wasserheilanstalt zu Reinbek bei Hamburg. Nebst Bemerkungen über die Wasserkur und deren wissenschaftliche Begründung im Allgemeinen. Mit Abbildung. Würger, Hamburg 1858.
- Beiträge zur Würdigung der Wassercuren Gassmann, Hamburg 1860.
- Denkschrift und Petition an die Ständeversammlung des Herzogthums Holstein betreffend Errichtung eines Lehrstuhls für naturgemässes Heilverfahren und Wassercur nebst kritischer Beleuchtung eines Gutachtens von Seiten des Sanitätscollegiums. Gassmann, Hamburg 1862.